# Dascilloidea
De Dascilloidea zijn een superfamilie van kevers uit de infraorde Elateriformia.

## Taxonomie
De superfamilie is als volgt onderverdeeld:
- Familie Dascillidae Guérin-Méneville, 1843 (1834)[1] (Withaarkevers)
  - Onderfamilie Dascillinae Guérin-Méneville, 1843 (1834)[1]
    - Tribus Cinnabariini Pic, 1914
    - Tribus Dascillini Guérin-Méneville, 1843 (1834)[1]

  - Onderfamilie Karumiinae Escalera, 1913
    - Tribus Emmitini Escalera, 1914
    - Tribus Escalerinini Paulus, 1972
    - Tribus Genecerini Pic, 1914
    - Tribus Karumiini Escalera, 1913
- Familie Rhipiceridae Latreille, 1834